# Résolution 901 du Conseil de sécurité des Nations unies
Membres permanents
- Chine
- États-Unis
- France
- Royaume-Uni
- Russie

Membres non permanents
- Brésil
- Cap-Vert
- Djibouti
- Espagne
- Hongrie
- Japon
- Maroc
- Nouvelle-Zélande
- Pakistan
- Venezuela

Résolution no 900 Résolution no 902
La résolution 901 du Conseil de sécurité des Nations Unies a été adoptée à l'unanimité le 4 mars 1994. Après avoir réaffirmé les résolutions 849 (1993), 854 (1993), 858 (1993), 876 (1993), 881 (1993), 892 (1993) et 896 (1994), a prorogé le mandat de la Mission d'observation des Nations Unies en Géorgie (MONUG) jusqu'au 31 mars 1994. 
Le Conseil de sécurité a pris note des négociations qui se tiendront à New York le 7 mars 1994 à la suite des pourparlers tenus à Genève du 22 au 24 février 1994, entre les parties géorgienne et abkhaze, les exhortant toutes deux à progresser le plus rapidement possible afin que le Conseil puisse envisager la création d'une force de maintien de la paix en Abkhazie. Le Secrétaire général Boutros Boutros-Ghali a été prié de faire rapport au Conseil avant le 21 mars 1994 sur l'évolution des négociations et la situation sur le terrain.

## Voir également
- Conflit abkhaze-géorgien
- Guerre d'Abkhazie (1992-1993)